# تسرب نفطي

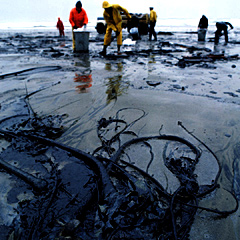
شاطئ بعد انسكاب النفط عليه

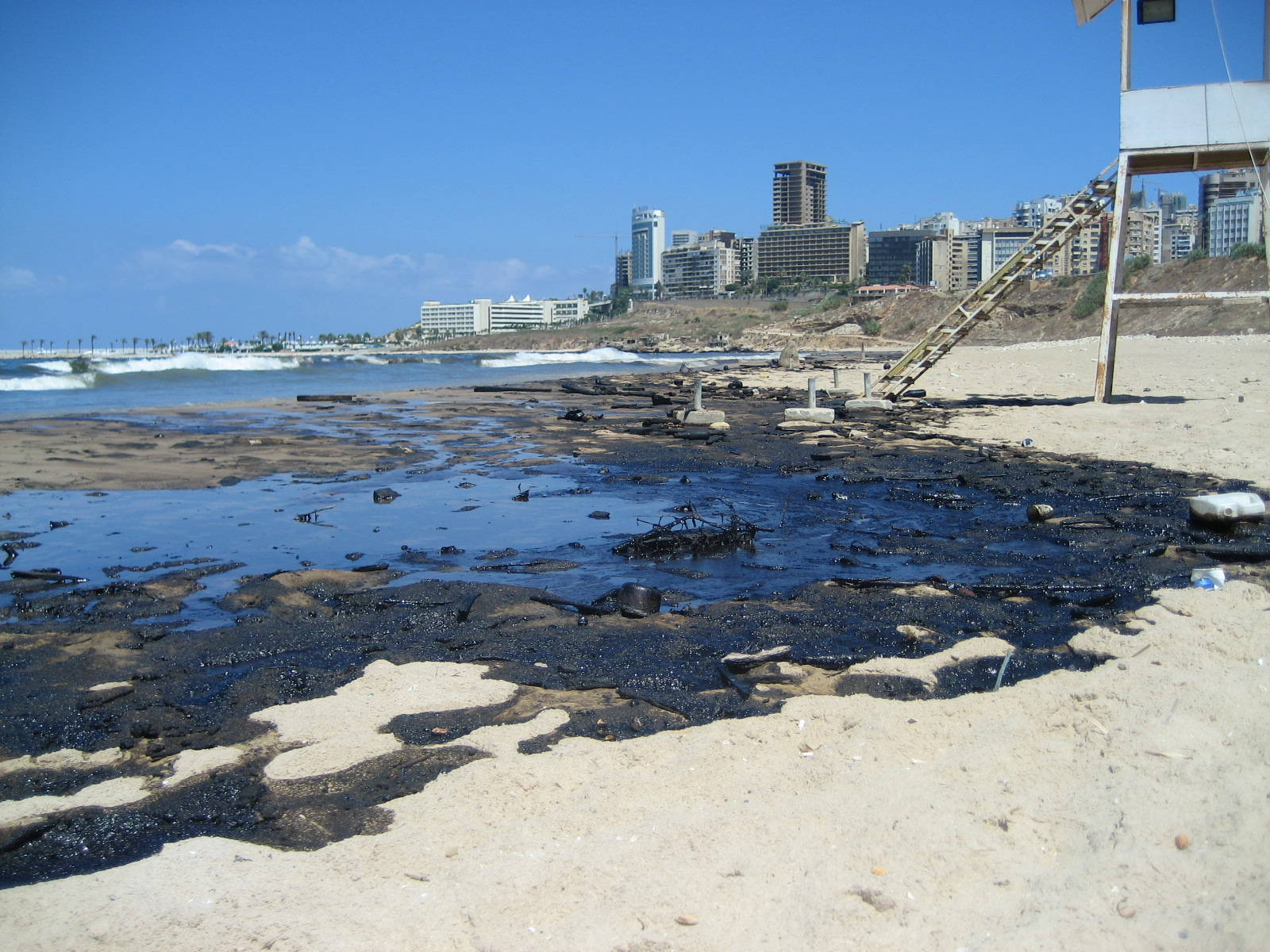
بقعة الزيت تصل شواطئ بيروت بعد قصف محطة كهرباء جية أثناء حرب لبنان 2006.

التسرب النفطي هو عملية إطلاق غير متعمدة للسوائل الهيدروكربونية البترولية في البيئة، ويمثل شكلا من أشكال التلوث. هذا المصطلح يشير عادة إلى انسكابات النفط في البحار، حيث يُسكب النفط في المحيط أو في المياه الساحلية، ولكن قد يحدث ذلك على الأرض.النفط المسكوب قد يكون من مجموعة متنوعة من المواد، بما فيها النفط الخام من الناقلات والآبار والمنصات البحرية، والمنتجات النفطية المكررة (مثل البنزين ووقود الديزل)، أو خزانات وقود السفن، بما فيها النفايات النفطية، يستغرق تنظيف هذه الانسكابات شهورا أو حتى سنوات.
 يطلق النفط أيضا في البيئة بسبب التسربات الجيولوجية الطبيعية إلى قاع البحر، لكن معظم هذه التلوثات تكون من صنع الإنسان في نشاطه على اليابسة، ولكن اهتمام الرأي العام والقوانين ركز بشدة على ناقلات النفط المبحرة.

و يعد أكبر حادثة للتسرب النفطي في البحر ما حدث في النصف الثاني من يناير عام 1991 عندما قام الجيش العراقي إبان الاحتلال العراقي للكويت بسكب النفط الكويتي في مياه الخليج العربي بمعدل يومي يقدر بـ 6000 برميل. مما شكل بقعة نفطية غطت معظم سواحل الكويت والمملكة العربية السعودية والبحرين وقطر.

والتسرب النفطي في خليج المكسيك في أبريل عام 2010 في ما يعرف بحادثة ديب ووتر هورايزون، التي أدت إلى تسرب أكثر من 4500 برميل.

## الآثار البيئية

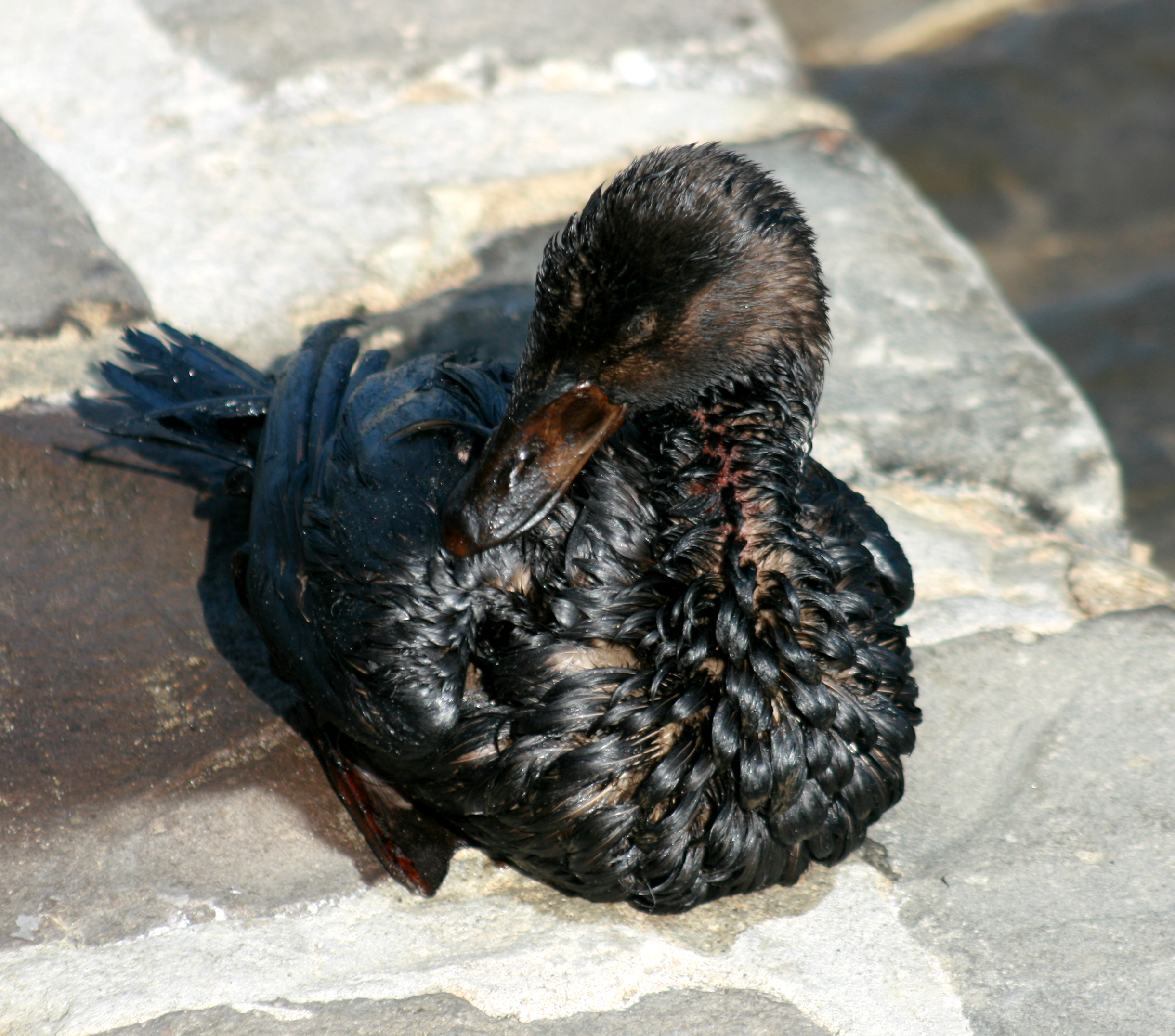
بطة مغطاة بالنفط نتيجة انسكابه في خليج سان فرانسيسكو عام 2007

يتغلل النفط في ريش الطيور ويفكك تركيبة الريشة ذاتها، ويحد من قدرتها العازلة، مما يجعل الطيور أكثر عرضة لتقلبات درجة الحرارة ويقلل قدرتها على العوم في المياه، ويقلل قدرتها على الشم التي تعتمد عليها بشكل كبير للصيد وتتبع أطفالها وذلك بسبب رائحة النفط، كما أنه يضعف قدرتها على الطيران، مما يجعل من الصعب أو المستحيل ان تبحث عن الطعام أو ان تهرب من مفترسيها.
وعندما تحاول الطيور تنظيف ريشها بمنقارها فان النفط يدخل إلى جسمها مما يسبب تلفا في الكلى، وتعطيل وظيفة الكبد وتهيج الجهاز الهضمي. وعدم قدرتها على جمع العلف يسبب جفاف الجسم واختلال ايضي وتغير التوازن الهرموني. ومعظم هذه الطيور تموت إذا لم يتدخل البشر لانقاذها.
كما أن الثدييات البحرية هي أيضا عرضة لحوادث تسرب النفط وتتأثر بطرق مشابهة للطيور، حيث يغطي النفط فراء ثعالب الماء والفقمات، ويحد من قدراتها على العزل الحراري مما يؤدي إلى تقلبات أو هبوط درجة حرارة جسمها، وبلعها للنفط يؤدي إلى جفاف اجسامها وعسر هضم، يقل اختراق اشعة الشمس للمياه بسبب طفو بقع النفط علي المياه مما يؤدي الي تقليل عملية التمثيل الضوئ التي تقوم بها النباتات البحرية والعوالق النباتية.

## التنظيف والمعافاة

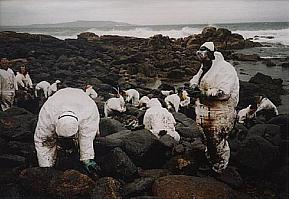
متطوعون ينظفون اثار بقعة النفط المتسربة من ناقلة النفط برستيج

التنظيف والمعافاة من تسرب نفطي امر صعب ويعتمد علي عوامل عديدة تشمل نوع النفط المسكوب، درجة حرارة الماء (تؤثر علي التبخر والتحلل الحيوي) وأنواع الشواطئ والسواحل المصابة.
تشمل طرق التنظيف الآتي:
- المعالجة الحيوية: باستخدام الميكروبات والعوامل البيولوجية لتحليل أو إزالة النفط.
- القشط: يستلزم مياه هادئة.
- التجريف: للنفط الذي يشتت بالمنظفات والأنواع الأخرى من الزيوت الأكثف من الماء.
- حرق النفط: يمكن ان يقلل النفط في المياه بكفاءة إذا استخدم بطريقة صحيحة ومدروسة.
- الانتظار والمشاهدة: في بعض الحالات التخفيف الطبيعي يمكن أن يكون الأكثر ملائمة وخصوصا في المناطق الحساسة بيئيًا مثل الأراضي الرطبة.
- الشفط وأجهزة الطرد المركزي: يمكن امتصاص النفط حتى مع الماء.
- المشتتات الكيميائية: يمكن استخدام المشتتات الكيميائية لتشتيت النفط.

من المعدات المستخدمة الأتي:
- الحواجز العائمة: وضع حواجز عائمة لمحاصرة النفط.
- الكاشطات: لقشط النفط من على سطح الماء.
- المصاصات: شفط النفط مع الماء.
- المواد الكيميائية والبيولوجية: لكسر تركيب النفط.
- المكانس: لتنظيف النفط من الشواطئ والسواحل.
- ومعدات أخرى.

الوقاية بعدة طرق:
- الاحتواء الثانوي: طرق لمنع إطلاق النفط في البيئة.
- برنامج الولايات المتحدة (SPCC): للتدابير المضادة لتسرب النفط.
- الهيكل المزدوج: بناء ناقلات النفط بهيكل مزدوج للتقليل من خطر التسرب في حال حدوث تصادم.

## الاستعادة السريعة للنفط
الاستعادة السريعة للنفط (Fast Oil Recovery) عبارة عن أنظمة مبتكرة يمكن إقامتها على سفينة جديدة أو أن يتم دمجها لسفينة قديمة وذلك للإزالة الآمنة والفعالة والسريعة والسهلة للتسرب النفطي من السفن المنكوبة. ولقد أدت العواقب الوخيمة الناتجة عن التسربات النفطية إلى زيادة الطلب على السفن الأكثر إستعداداً للتجاوب مع حوادث النفط المحتملة.
ويقود هذا السوق المبتكر الشركة الفرنسية «أنظمة JLMD» والتي قد شاركت رواد إنقاذ الصناعات البحرية «سفيتسر Svitzer» من أجل التقليل من مخاطر وقوع حوادث الشحن أو النقل البحري.

## أهم حوادث تسرب النفط في العالم
وقعت العديد من حالات تسرب النفط في العالم أدت إلى كوارث بيئية واستمر بعضها فترات طويلة، منها ما كان بسبب حروب، ومنها ما كان بسبب أخطاء من قبل شركات استخراج النفط، ومنها ما كان بسبب تصادم للناقلات، أهمها:

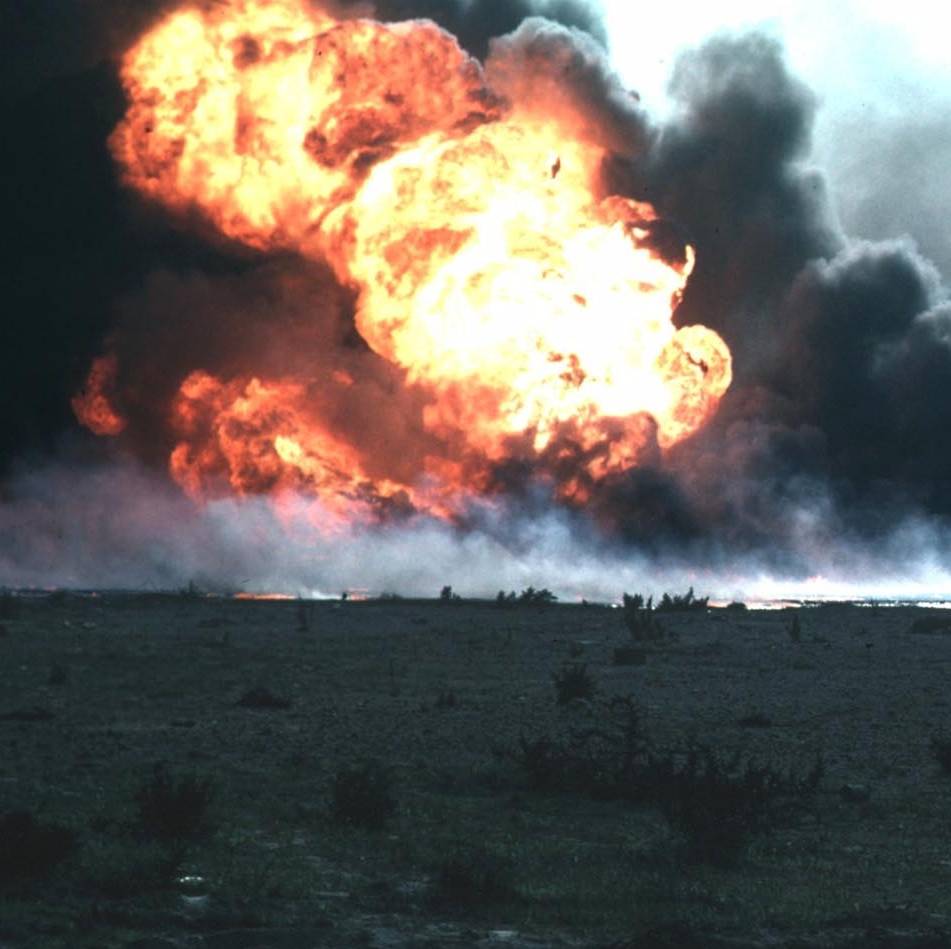
حرق آبار النفط في الكويت

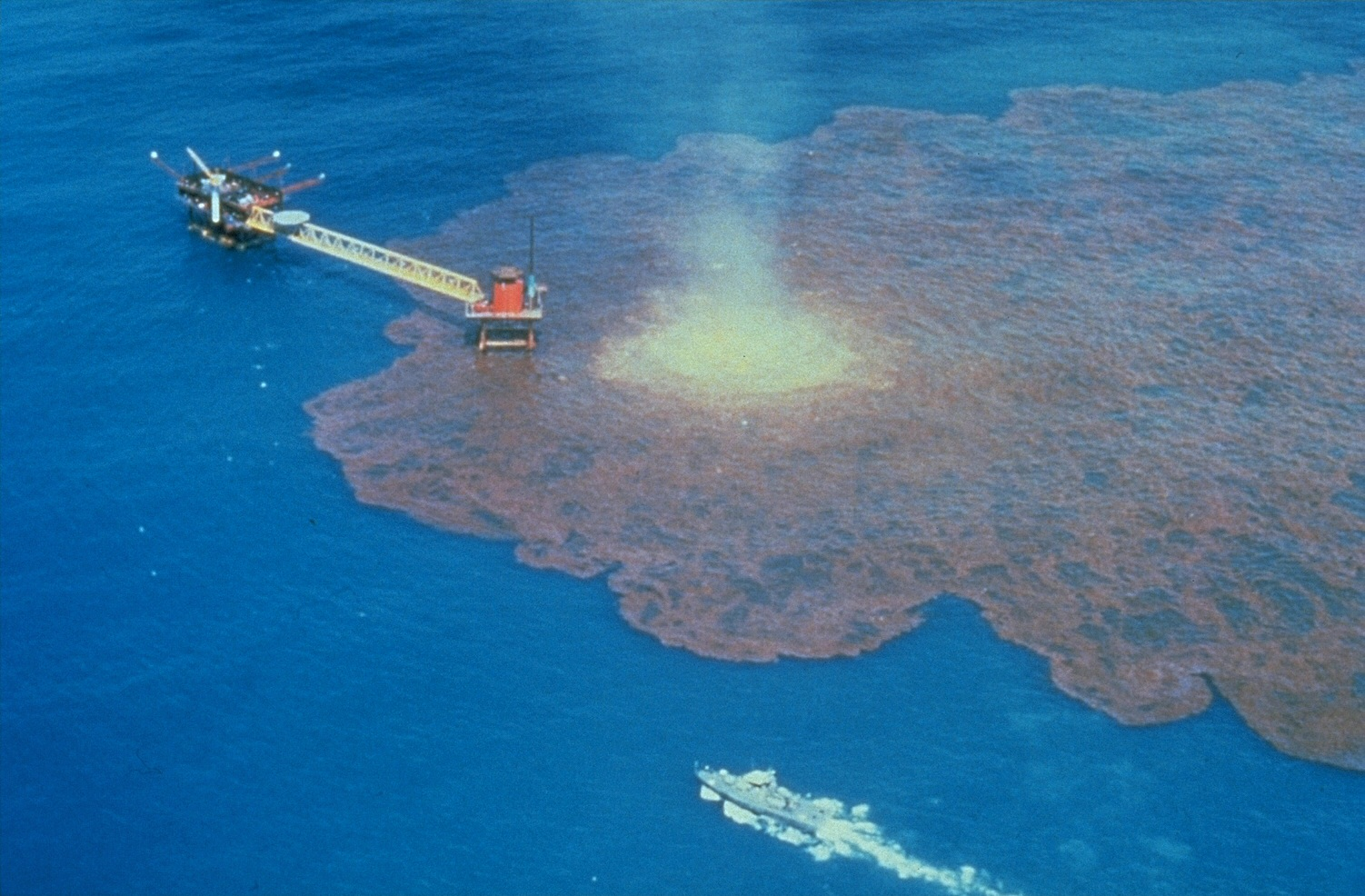
إحدى بقع النفط عند بئر IXTOC

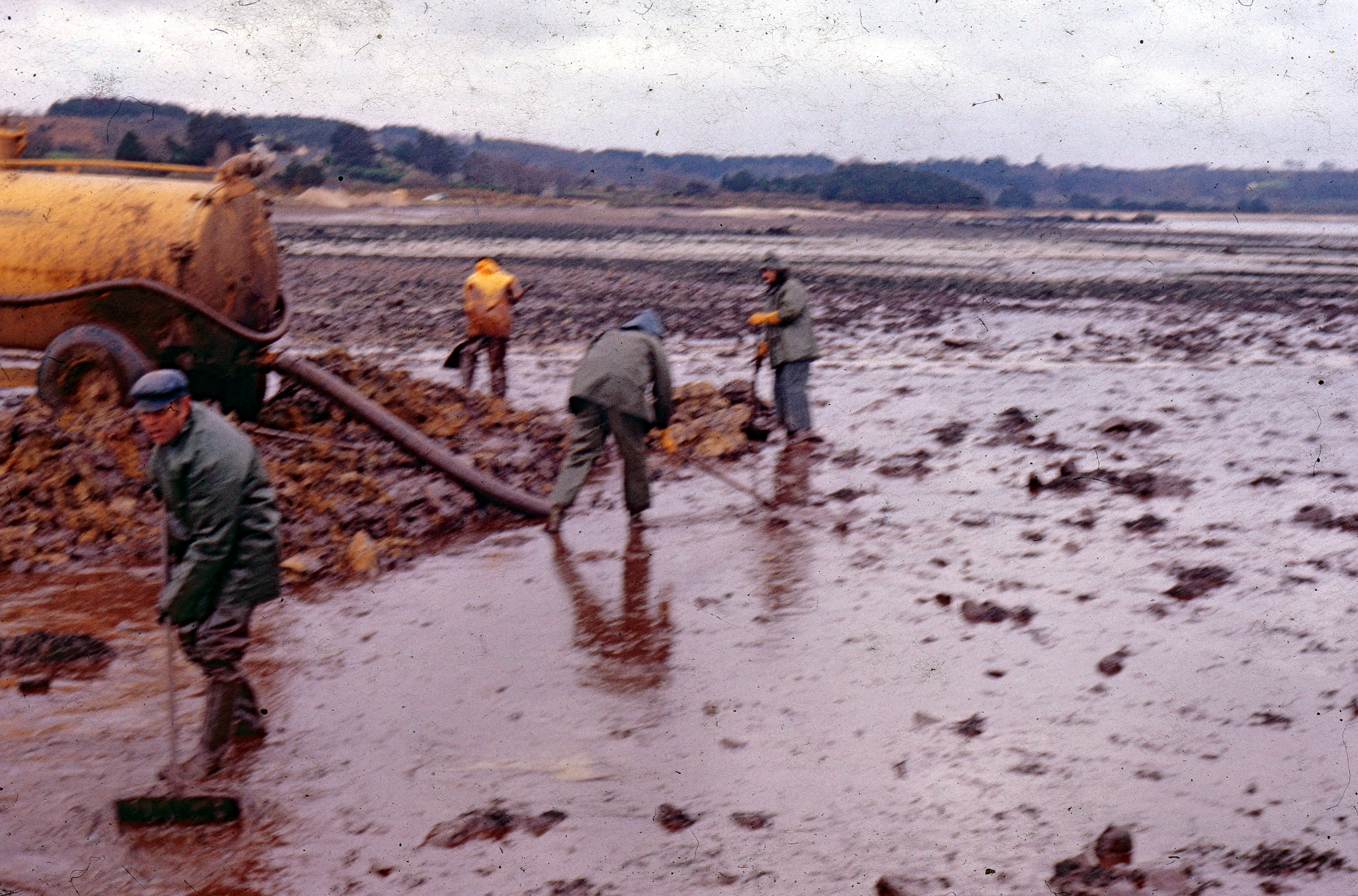
تنظيف النفط بعد حادثة أوموكو كاديز

| بعض حوادث تسرب النفط في العالم     | بعض حوادث تسرب النفط في العالم | بعض حوادث تسرب النفط في العالم | بعض حوادث تسرب النفط في العالم | بعض حوادث تسرب النفط في العالم |
| الحادثة                            | الموقع                         | الكمية مليون برميل             | التاريخ                        | المصدر                         |
| ---------------------------------- | ------------------------------ | ------------------------------ | ------------------------------ | ------------------------------ |
| حرائق آبار النفط الكويتية          | الخليج العربي                  | 1,000-1,500                    | 1991                           | [ 6 ]                          |
| التسرب النفطي في خليج المكسيك 2010 | خليج المكسيك                   | 4.1-4.9                        | 2010                           | [ 7 ] [ 8 ] [ 9 ] [ 10 ]       |
| بئر Ixtoc                          | خليج المكسيك                   | 3.3-3.5                        | 1979-1980                      | [ 11 ] [ 12 ]                  |
| أتلانتيك أمبرس                     | توباغو وترينيداد               | 2.1                            | 1979                           | [ 13 ] [ 14 ]                  |
| وادي فرغانة                        | أوزباكستان                     | 2                              | 1992                           | [ 15 ]                         |
| حقل نفط نوروز                      | الخليج العربي - إيران          | 1.9                            | 1983                           | [ 16 ]                         |
| ناقلة النفط ABT Summer             | 1,300 كم خارج أنغولا           | 1.9                            | 1991                           | [ 16 ]                         |
| كاستيللو دي بللفر                  | جنوب أفريقيا                   | 1.8                            | 1983                           | [ 16 ]                         |
| أوموكو كاديز                       | فرنسا                          | 1.6                            | 1978                           | [ 15 ] [ 16 ]                  |
| ناقلة النفط MT Haven               | إيطاليا                        | 1                              | 1991                           | [ 16 ]                         |